# Blomstedt
Blomstedt is een sinds 1718 Zweedse ongetitelde adellijke familie die in 2012 in mannelijke lijn uitstierf.

## Geschiedenis
De stamreeks begint met Hans Christian Bohman (1695-1741), kapitein, die op 17 november 1718 in de adelstand werd opgenomen onder de naam Blomstedt en op 10 december in het Zweedse Ridderhuis werd geïntroduceerd onder nummer 1786. Zijn nageslacht bracht militairen en diplomaten voort. Op 29 juli 2012 stierf de laatste mannelijke telg, die alleen twee adoptiefkinderen had, waarmee het adellijke geslacht in mannelijke lijn uitstierf.
Het originele adelsdiploma berust sinds 1928 in het Zweedse Ridderhuis.

## Enkele telgen
Carl Reinhold Blomstedt (1817-1881), majoor
- Carl Otto Blomstedt (1854-1940), diplomaat, onder andere te Brussel en Den Haag
- Johan Abraham Magnus Blomstedt (1859-1946), generaal-majoor
  - Ir. Carl Reinhold Blomstedt (1907-1997), burgerlijk ingenieur
    - Hans Carl Magnus Blomstedt (†2012), architect, laatste mannelijke telg van het geslacht
    - Prof. dr. Britta Blomstedt (1943), socioloog, met haar zus laatste telgen van het geslacht
    - Anna Blomstedt (1946), biomedisch analist, met haar zus laatste telgen van het geslacht